# يوروسبورت 1
يوروسبورت 1 هي قناة رياضية أوروبية تبث عبر الكيبل والأقمار الصناعية والتلفزيون الرقمي الأرضي أصبحت الآن تجمعا اعلاميا كبيرا، وهي تنتمي حاليا لمجموعة تي أف 1 الفرنسية.

## القنوات
| القناة              | القمر     | التردد        | التشفير |  |
| ------------------- | --------- | ------------- | ------- |  |
| يوروسبورت الألمانية | استرا 19E | 12226-H-27500 | مفتوحة  |  |

## البث
```
:
كرة القدم
```

- دوري الأمم الأوروبية (فقط الدنمارك)
- التصفيات الأوروبية (فقط الدنمارك)
  - تصفيات بطولة أمم أوروبا 2020
  - تصفيات كأس العالم 2022
- مباريات ودية مع منتخب الأوروبي (فقط الدنمارك)
- دوري أبطال أوروبا للسيدات (استبعاد النهائي من موسم 2018 إلى 2019)
- كأس ألمانيا (فقط بولندا)
- الدوري الهندي للمحترفين (فقط لأوروبا وآسيا الوسطى)
- الدوري البولندي الممتاز (باستثناء ألمانيا والمملكة المتحدة)
- الدوري النرويجي الممتاز
- كأس فرنسا (فقط فرنسا)
- كأس الأمم الإفريقية (فقط لأيرلندا والبرتغال وإسبانيا والمملكة المتحدة)

```
:
كرة السلة
```

- الدوري الأوروبي لكرة السلة (فقط لأيرلندا وإيطاليا والمملكة المتحدة)
- كأس أوروبا (فقط لأيرلندا وإيطاليا وبولندا والمملكة المتحدة)
- ليغا باسكيت الدرجة الأولى (فقط إيطاليا)
- كأس إيطاليا لكرة السلة  [لغات أخرى]‏ (فقط إيطاليا)
- Supercoppa Italiana (فقط إيطاليا)

## وصلات
النسخة العربية لموقع القناة